# Abbott Mead Vickers BBDO
Abbott Mead Vickers BBDO — британское рекламное агентство известное производством телевизионной рекламы, созданное в 1979 году. Самые известные телевизионные рекламы:
- Для компании Гиннесс в 2000 году, был создан рекламный ролик «Серфер». Согласно The Sunday Times и Channel 4, рекламный ролик Guinness «Сёрфер» (Surfer) был признан лучшим мире[1][2];
- Рекламный ролик пива Гиннесс «noitulovE» стал победителем в самой престижной категории «ТВ-реклама» на гран-при Каннских Львов в 2006 году[3];
- Трейлер для BBC one «Час пик» с участием Давида Белля, основателя паркура.

Peter Mead и Adrian Vickers основали рекламное агентство Mead Davies & Vickers. David Abbott владевший DDB Worldwide присоединился к ним в 1979 году. Таким образом появилось рекламное агентство Abbott Mead Vickers, названое так из-за фамилий трёх основателей.